# 마스터셰프
마스터셰프(MasterChef)는 1990년 7월부터 BBC에서 방영된 영국의 비전문 요리사들을 대상으로 한 요리 리얼리티 프로그램이다. 미국, 한국, 중국, 호주, 인도, 스페인 등 전세계 40여개국으로 수출되었다.

## 같이 보기
- 주니어 마스터셰프 (영국의 텔레비전 프로그램)
- 마스터셰프 US
- 마스터셰프 주니어
- 마스터셰프 코리아
- 마스터셰프 호주
- 주니어 마스터셰프
- 마스터셰프 차이나
- 마스터셰프 남아프리카